# Сафонов, Гавриил Васильевич
Гавриил Васильевич Сафонов (25.03.1898 — 11.07.1976) — командир отделения сапёрного взвода 465-го стрелкового полка, сержант — на момент представления к награждению орденом Славы 1-й степени.

## Биография
Родился 25 марта 1898 года в деревне Малое Фролово Тетюшского района Республики Татарстан,. Окончил 4 класса церковно-приходской школы.
В январе 1917 года был мобилизован в армию. В октябре 1917 года в городе Киев дивизион, в котором служил Сафонов, перешёл на сторону революционных солдат. Участвовал в Гражданской войне, в боях с Юденичем под Петроградом, в походе на Польшу в 1921 году. В 1922 году был демобилизован.
Вернувшись в родную деревню, работал пчеловодом, затем, несколько лет горновым на Надеждинском металлургическом заводе. Перед войной вернулся на родину, трудился в колхозе.
В феврале 1942 года был призван в Красную Армию Тетюшским райвоенкоматом. Почти весь боевой путь прошёл в составе сапёрного взвода 465-го стрелкового полка 167-й стрелковой дивизии рядовым сапёром, командиром отделения. В 1944 году вступил в ВКП/КПСС.
В наступательных боях в августе 1943 года обеспечивая продвижение стрелковой роты неоднократно проделывал проходы в проволочных заграждениях, снял более 50 противопехотных мин. 18 августа 1943 года огнём из трофейного автомата подавил огонь пулемётной точки противника. Награждён медалью «За отвагу» и орденом Красной Звезды.
10 февраля 1944 года в бою за населённый пункт Виноград красноармеец Сафонов со своим отделением заминировал у переднего края танкоопасные направления. 11 февраля 1944 года в ходе наступления отделение восстановило повреждённый мост, по которому вместе с пехотой прошли танки и освободили населённый пункт Толстые Роги.
Приказом по частям 167-й стрелковой дивизии от 19 марта 1944 года красноармеец Сафонов Гавриил Васильевич награждён орденом Славы 3-й степени.
19 июля 1944 года при форсировании реки Стрыпа отделение во главе с сержантом Сафоновым навело штурмовой мостик и обеспечило переправу батальона на правый берег реки. В районе населённого пункта Глинна отделение обезвредило 12 мин. При выходе батальона к реке Злота Липа, навёл переправу через водный рубеж и обеспечил переброску стрелковых рот, разминировал железнодорожный мост. При форсировании реки Днестр бойцы Сафонова нашли брод для переправы батальона, на правом берегу реки сняли 185 противотанковых мин.
Приказом по войскам 1-й гвардейской армии от 17 июля 1944 года сержант Сафонов Гавриил Васильевич награждён орденом Славы 2-й степени.
23 ноября 1944 года в бою за населённый пункт Собранце сапёры во главе с сержантом Сафоновым проделали проход в заграждениях, обезвредив 81 противопехотную и 52 противотанковые мины, чем способствовали продвижению вперёд стрелковых подразделений. Сафонов одним из первых ворвался в населённый пункт и огнём из автомата уничтожил 5 противников. 29 ноября 1944 года при наступлении на населённый пункт Лесне-Рыковце, сопровождая самоходную артиллерию через минные поля противника, сапёры отделения Сафонова сняли 96 противотанковых и 188 противопехотных мин, что позволило артиллерии преодолеть заграждение без потерь. Был представлен к награждению орденом Красного Знамени, но командиром 107-го стрелкового корпуса статус награды был изменён на орден Славы 1-й степени, и документы ушли в Москву.
Указом Президиума Верховного Совета СССР от 24 марта 1945 года за образцовое выполнение на фронте борьбе с немецкими захватчиками и проявленные при этом доблесть и мужество сержант Сафонов Гавриил Васильевич награждён орденом Славы 1-й степени. Стал полным кавалером ордена Славы.
В последних боях с марта по 9 мая 1945 года сержант Сафонов со своим отделением успешно обеспечивал наступающие подразделения проходами в минных полях и заграждениях. При форсировании реки Висла разведал место для переправы, за короткий срок в ледяной воде навёл штурмовой мостик длиной до 30 метров, разведал пути для продвижения батальона. 22 апреля 1945 года при форсировании реки Одер первым разведал реку, переправился через неё, натянул трос и обеспечил переправу батальона. Был награждён орденом Кранного Знамени.
За годы войны имел на своём счету до 5 тысяч снятых вражеских мин, более 30 построенных мостов и переправ и до 1000 сделанных проходов в заграждениях противника.
В 1945 году старшина Сафонов был демобилизован.
Жил в посёлке Красногорский. Работал в исправительно-трудовой колонии. Скончался 11 июля 1976 года. Похоронен на кладбище посёлка Красногорский.
Награждён орденами Красного Знамени, Красной Звезды, Славы 1-й, 2-й и 3-й степеней, медалями, в том числе медалью «За отвагу».